# Phát biểu về Kỳ thị phụ nữ

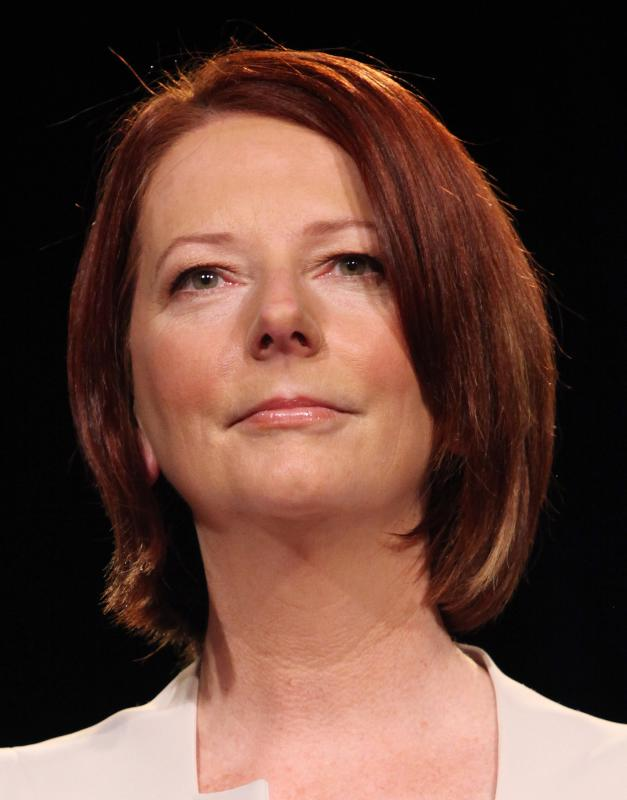
Chân dung bà Julia Gillard năm 2010

Phát biểu về Kỳ thị phụ nữ là bài phát biểu tại nghị viện do Thủ tướng Úc Julia Gillard đọc vào ngày 9 tháng Mười năm 2012 để đáp lại việc lãnh đạo phe đối lập Tony Abbott cáo buộc bà phân biệt giới tính.
"Nhìn lại, tôi nghĩ rằng [bài phát biểu] đã được tiếp lửa bằng một sự thất vọng sâu sắc rằng: sau mọi câu nói kỳ thị nhắm vào tôi mà tôi đã phải nhẫn nhục chịu đựng, giờ tôi bị buộc tội phân biệt giới tính—tính bất công của điều đấy. Cơn tức giận đã thúc đẩy nó."

## Bối cảnh
Qua nhiều tháng trước bài phát biểu này, Gillard đã bị chỉ trích bởi một bộ phận các phương tiện truyền thông Úc và một số thành viên của Đảng Đối lập chính thức dựa trên giới tính của bà, rằng bà chưa kết hôn, cuộc sống cá nhân của bà, và rằng bà không có con. Một nghị viên Đảng Tự do, Bill Heffernan, nói rằng bà "không thích hợp để lãnh đạo vì bà cố tình không thể sinh đẻ" và một người khác tên Sophie Mirabella, nói rằng "Cô sẽ không cần bảo mẫu được tài trợ do thuế dân của anh ta [cựu Thủ tướng Kevin Rudd] đâu, đúng không?" đề cập đến việc bà Julia đã cách chức cựu Thủ tướng.
Gillard cũng phải đối mặt với việc bị chỉ trích vì những hành động của bà với tư cách là lãnh đạo, được cho là "có đặc điểm là không thích hợp và quá mức tàn bạo đối với một người phụ nữ". Sau đó, bà tiết lộ rằng bà cũng bị tấn công liên tục bởi người tiền nhiệm của mình, Kevin Rudd, nói rằng "Điều không nên xảy ra trong chính trị là bạn không nên bị vùi dập bởi một người ở ngay phe bạn... Khi được hỏi liệu Rudd có tham gia vào các cuộc trò chuyện phá hoại Đảng Lao động và phá hoại chính phủ hay không, ông từ chối trả lời." Cũng có một số trường hợp "các cuộc tấn công phân biệt giới tính và thù hận từ các nhà phê bình ẩn danh" và "rất nhiều hình ảnh khiêu dâm và làm mất phẩm giá thủ tướng được lưu hành trên các trang web, e-mail và mạng xã hội".
Bài phát biểu của bà là một phần của bản kiến nghị bất tín nhiệm (bầu cử để đánh giá xem người nắm chức lãnh đạo có phù hợp làm lãnh đạo nữa không) để loại bỏ Peter Slipper làm Chủ tịch Hạ viện (Diễn giả) vì những văn bản thô tục và phân biệt giới tính được gửi đến cho phụ tá của ông ta. Abbott nói rằng mỗi ngày Gillard ủng hộ Slipper là "lại một ngày xấu hổ đối với một chính phủ lẽ ra đã nên chết vì xấu hổ rồi". Gillard đã đưa ra những tuyên bố ủng hộ Slipper và liên hệ kiến nghị của Abbott với các nhận xét của Alan Jones trong vụ tranh cãi của Alan Jones về nỗi nhục lúc đó mới nổi khi phát thanh viên nói rằng cha của Julia Gillard, John Gillard, đã chết vì nhục nhã do những lời nói dối của con gái ông. Gillard nói rằng Abbott "mọi ngày trong mọi khía cạnh" là người phân biệt giới tính và khinh thường phụ nữ.
Trong bài phát biểu, Gillard nhắc lại một số tuyên bố mà Abbott đã đưa ra trước đó. Trong một cuộc phỏng vấn, Abbott đã nói, "Nếu đúng, Stavros [người phỏng vấn] à, là đàn ông nói chung là có nhiều quyền lực hơn phụ nữ, đó có phải là một điều xấu không?" Khi một người khác có mặt tại cuộc phỏng vấn này nói rằng họ muốn con gái họ có nhiều cơ hội giống như con trai họ, Abbott đã trả lời: "Vâng, tôi hoàn toàn đồng ý, nhưng nếu đàn ông theo sinh lý hoặc tính khí, thích nghi hơn để thi hành quyền lực hoặc ra lệnh thì sao?" Gillard cũng nói rằng vào tháng Ba năm 2004, Abbott tuyên bố, "Phá thai là lối thoát dễ dàng" và rằng ông ta đã đứng cạnh một tấm biển có dòng chữ "bỏ rơi mụ phù thủy đi" ám chỉ vai trò chính trị của bà.

## Phản ứng
"Tôi nghĩ đó là một bài phát biểu đầy mãnh liệt vì các nhà lãnh đạo đối lập đã cúi đầu trong lúc đó. Nhưng tôi không biết nó sẽ gây tiếng vang như thế nào bên ngoài phòng họp nghị viện. Sau đó, khi tôi trở lại ghế của mình và ngồi xuống, phó thủ tướng của tôi, Wayne Swan, có cái biểu cảm kỳ quặc này trên khuôn mặt và nói, "Cô không thể phát biểu kiểu j'accuse [cáo buộc chống lại một người quyền lực] như thế và sau đó ngồi xuống được." Rồi lãnh đạo doanh nghiệp chính phủ, Anthony Albanese, nói, "Ôi, tôi thương thay cho Tony Abbott." Vào thời điểm chúng tôi tranh luận xong và tôi quay trở lại văn phòng của mình, điện thoại thì đổ chuông còn mọi người đang gửi email. Nhưng chỉ qua vài ngày tới, nó mới được đưa tin trên toàn thế giới.", Gillard nói.
Bài phát biểu bị chỉ trích bởi một số nhà báo Úc nhưng đã thu hút sự quan tâm rộng rãi và sự chú ý tích cực trên các trang blog nữ quyền và mạng xã hội. Người làm việc ở nước ngoài Chloe Angyal đã viết cho tờ The Guardian của Anh rằng bài phát biểu này đã đối đầu với vấn đề phân biệt giới tính "trực tiếp" và là một "màn hạ gục siêu việt, chính đáng" và những ý kiến tương tự cũng được các nhà báo Úc xa xứ khác bày tỏ. Nữ biên tập viên của tờ Daily Telegraph của Anh nói rằng Gillard đã khéo léo chuyển trọng tâm của câu chuyện thời sự bằng "một loạt các lời xúc phạm đầy ấn tượng". Trong vòng một tuần, một phiên bản YouTube của bài phát biểu có đến một triệu lượt xem. Tính đến tháng Ba năm 2022 video của hãng tin ABC có đến 3,7 triệu lượt xem. Tuy nhiên, việc Đảng Lao động ủng hộ Peter Slipper có nghĩa là những bài bình luận từ các nhà báo trong nước mang tính chỉ trích nhiều hơn, với nhà báo Michelle Grattan viết "nghe có vẻ tuyệt vọng hơn là thuyết phục", Peter Hartcher viết Gillard "đã chọn bảo vệ kẻ không thể biện minh được" và Peter van Onselen viết chính phủ đã có "trứng trên bộ mặt tập thể của họ". Phản ứng của công chúng cũng bị phân cực: tỷ lệ tán thành (đánh giá của công chúng về một người) của Gillard và Abbott đều cải thiện sau bài phát biểu.
Gillard nói với báo chí rằng bà đã được các nhà lãnh đạo thế giới tiếp cận và chúc mừng bà vì bài phát biểu tại Cuộc họp Á–Âu 2012, bao gồm Tổng thống Pháp François Hollande và Thủ tướng Đan Mạch Helle Thorning-Schmidt. Gillard nói với báo chí rằng Tổng thống Hoa Kỳ Barack Obama cũng đã khen bài phát biểu của bà khi bà gọi điện để chúc mừng ông chiến thắng trong cuộc bầu cử Hoa Kỳ năm 2012. Hai năm sau bài phát biểu, Hillary Clinton nói rằng Gillard đã "đối mặt với sự phân biệt giới tính trắng trợn", và rằng bà thấy bài phát biểu rất ấn tượng.

### Phản ứng của Abbott
Annabel Crabb đã đưa tin về bài phát biểu về kỳ thị phụ nữ trên tờ Sydney Morning Herald vào thời điểm đó, nói rằng "Phân biệt giới tính có ở khắp mọi nơi trong chính trị—bạn chỉ cần đếm các ví dụ đã xuất hiện trong tuần này khi mọi người đột nhiên bắt đầu quan tâm đến nó." Cô ấy nghĩ rằng "Abbott đã phạm tội phân biệt giới tính, và đôi khi ngu dốt đến cực đoan, khi bàn về phụ nữ. Nhưng một lòng căm thù sâu sắc và không thể thay đổi đối với phụ nữ, mọi ngày, và trong mọi khía cạnh ư? Đó không phải là một vụ án mà tôi sẽ khởi tố", nhưng cũng nói "bạn đã có thể thương cảm cho Lãnh đạo Phe Đối lập, nếu như ông ấy đã không dành hai năm qua để gọi Thủ tướng là kẻ dối trá ăn sâu vào máu, theo bản năng và bệnh hoạn." Cô ấy cũng báo cáo rằng một diễn viên hài đã pha trò vào đêm hôm sau, về Tony Abbott và nữ Tham mưu trưởng của ông, tại một bữa tối của Liên minh Xây dựng, Lâm nghiệp, Khai thác và Năng lượng (CFMEU) có sự tham dự của Bộ trưởng tại Tòa nhà Quốc hội Úc, nhưng không có lời phàn nàn nào được đưa ra cho đến ngày hôm sau, ngày mà Julia Gillard sau đó đã khiển trách Ông chủ CFMEU.
Vào tháng Chín năm 2013, trước cuộc bầu cử liên bang năm 2013, Abbott đã thảo luận về bài phát biểu với Annabel Crabb trên chương trình truyền hình Kitchen Cabinet của cô, nói rằng, "nó là một bài phát biểu rất không công bằng, tôi đã nghĩ vậy, và nó là một bài phát biểu hoàn toàn không hợp lệ về mặt giải quyết vấn đề ngày hôm đó; nó chỉ là một điều không phù hợp để nói. Nhưng nghe này, chính trị là về kịch nghệ và vào thời điểm đó tôi không nghĩ nó là kịch nghệ rất hiệu quả. Nhưng rõ ràng là nó đã làm dấy lên xúc cảm của rất nhiều người không theo dõi vấn đề tức thời đã khiến có cuộc tranh luận cụ thể đó ở nghị viện."

### Nhận xét của Gillard
Gillard giải thích bài phát biểu với Gabrielle Chan của The Guardian và nói "Tôi nghĩ sau tất cả những gì tôi đã trải qua, tôi phải nghe Tony Abbott diễn thuyết cho tôi về phân biệt giới tính", và chính điều này "đã cho tôi một khởi đầu bài phát biểu đầy xúc động và một khi tôi bắt đầu, nó cứ thế 'sống' theo cách của riêng nó." Ngoài ra, bà cảm thấy mình đang nhận "gánh nặng chứ không được hưởng lợi nào" khi trở thành nữ Thủ tướng đầu tiên của Úc.

### Cảm nhận về đạo đức giả
Bài phát biểu của Gillard bị một số người chỉ trích là đạo đức giả bởi vì trước đó trong ngày Đảng Lao động đã thông qua đạo luật cắt giảm phúc lợi cho các bậc cha mẹ đơn thân, hầu hết tất cả trong số đó đều là những người mẹ đơn thân. Trên tờ Overland, Stephanie Convery viết: "Đứng lên vì quyền của phụ nữ không chỉ là về việc gọi đích danh phân biệt giới tính là gì. Nó là về việc kích động để có thay đổi cụ thể... Tôi không quan tâm cô ấy phát biểu sắc bén đến bao nhiêu bài: chính phủ của cô ấy đang khiến cuộc sống của một số những người phụ nữ dễ bị tổn thương nhất ở Úc thậm chí còn khó khăn hơn hiện tại, và tôi không muốn tham gia vào điều đó." Trong Crikey, Shakira Hussein đã viết "Tôi sẽ không bị Julia Gillard diễn thuyết về phân biệt giới tính hay kỳ thị phụ nữ vào chính ngày mà cô ấy đã đẩy rất nhiều người phụ nữ vào cảnh nghèo đói." Nhiều bà mẹ đơn thân được Anwen Crawford phỏng vấn cho Meanjin cũng chỉ trích tương tự về thời điểm của bài phát biểu.

## Kết quả của bài phát biểu
Sau khi bài phát biểu của Gillard được lan truyền rộng rãi, Từ điển Macquarie đã cập nhật định nghĩa của nó về thuật ngữ "misogyny", tức kỳ thị phụ nữ. Trước đây được định nghĩa là "sự căm ghét phụ nữ" theo từ điển xứ Úc này, chứng kỳ thị phụ nữ giờ đây bao gồm thêm "định kiến thâm căn cố đế chống lại phụ nữ". Giám đốc Trung tâm Từ điển Quốc gia Úc ở Canberra, Amanda Laugesen, cho biết định nghĩa rộng hơn này đã có lịch sử lâu đời, với Từ điển tiếng Anh Oxford nguyên bản chính định nghĩa kỳ thị phụ nữ là "hận thù hoặc không ưa chuộng hoặc thành kiến chống lại phụ nữ" và bao gồm các ví dụ có từ thế kỷ thứ 19.
Nhà triết học Kate Manne của Đại học Cornell sinh ra ở Úc sử dụng bài phát biểu của Gillard làm ví dụ trọng tâm, sáng tỏ và dễ hiểu trong cuốn sách năm 2017 của cô, Down Girl: The Logic of Misogyny. Trong cuốn sách, cô viết rằng việc Gillard sử dụng từ "misogyny" là cách sử dụng phổ biến trong các nhà nữ quyền trong nhiều năm. Ví dụ về bài phát biểu của Gillard giúp làm rõ rằng kỳ thị phụ nữ và phân biệt giới tính là những khái niệm khác biệt, chia ra hai nhánh của chế độ nam quyền: phân biệt giới tính dùng để hợp lý hóa và biện minh cho trật tự gia trưởng, trong khi chế độ kỳ thị phụ nữ áp đặt và thực thi trật tự phụ quyền đó, theo Manne.
Trong một bài báo trên Forbes năm 2019, Gillard cho biết khi nói về phản ứng về bài phát biểu, bà cảm thấy "rằng bài phát biểu đó giúp giải tỏa những bức xúc đó và mở khóa cho một chút cảm giác quyền lực. Có thể đứng lên và gọi tên và làm nhục về sự phân biệt giới tính cũng như thói kỳ thị phụ nữ," và rằng những người phụ nữ có tiếp xúc với bài phát biểu đồng cảm với nó vì nó giống như cách họ muốn phản ứng lại.
Bài phát biểu được độc giả của The Guardian bình chọn vào năm 2020 là số một trong những khoảnh khắc khó quên nhất trong lịch sử truyền hình Úc. Gillard bày tỏ rằng bài phát biểu đã làm khuất bóng các công việc khác trong sự nghiệp chính trị của bà: "Tôi đã hòa giải với điều này rồi và tôi hiểu rằng khi mọi người viết những điều về tôi—bao gồm cả việc viết cáo phó của tôi, hy vọng trong nhiều năm nữa mới tới—nó sẽ xuất hiện trong đó."

### Bản ghi chép và video
- “Transcript of Julia Gillard's speech”. The Sydney Morning Herald. 10 tháng 10 năm 2012.
- “Gillard labels Abbott a misogynist”. ABC News. 8 tháng 10 năm 2012.
- “Official Australian Parliament video recording”. Parliament of Australia Hansard - PM Gillard's speech commences at timecode 14:42:00. 9 tháng 10 năm 2012.
- “Official Australian Parliament transcript page”. Parliament of Australia Hansard. 9 tháng 10 năm 2012.

### Thêm những bài báo được chọn lọc
- Hall, Bianca (26 tháng 7 năm 2013). “Julia Gillard surprised by impact of misogyny speech”. The Sydney Morning Herald. Bản gốc lưu trữ ngày 23 tháng 8 năm 2013. Truy cập ngày 5 tháng 9 năm 2013.
- Hepworth, Katherine (14 tháng 10 năm 2012), “Gillard's misogyny speech looks even better than it reads”, The Conversation, Bản gốc lưu trữ ngày 2 tháng 7 năm 2013, truy cập ngày 5 tháng 9 năm 2013
- Maher, Sid (26 tháng 7 năm 2013), “Emotional power of misogyny speech was lost on Gillard”, The Australian, Bản gốc lưu trữ ngày 27 tháng 7 năm 2013, truy cập ngày 5 tháng 9 năm 2013
- Murphy, Katharine (26 tháng 7 năm 2013), “Julia Gillard reveals what she thought when she gave the 'misogyny speech'”, The Guardian, Bản gốc lưu trữ ngày 23 tháng 8 năm 2013, truy cập ngày 5 tháng 9 năm 2013
- Welsh, Caitlin (10 tháng 10 năm 2012), “What the Australian Media missed in Gillard's misogyny speech”, The Vine, Bản gốc lưu trữ ngày 10 tháng 2 năm 2014, truy cập ngày 6 tháng 9 năm 2013
- Yenko, Athena (27 tháng 6 năm 2013), “The Irony: PM Julia Gillard Once Feminist Icon for Misogyny Speech, Now Ousted as First Female Prime Minister”, International Business Times, Bản gốc lưu trữ ngày 24 tháng 10 năm 2013, truy cập ngày 6 tháng 9 năm 2013